# Giacomo Sciacca
Giacomo Sciacca (sinh 19 tháng 4 năm 1996) là một cầu thủ bóng đá người Ý đang chơi cho Piacenza theo dạng cho mượn từ Internazionale.

## Tiểu sử
Sinh ra ở Desio, Monza và Brianza (từng là tỉnh của Milano), Lombardia, Sciacca bắt đầu sự nghiệp của mình tại Internazionale Milano. Vào ngày 21 tháng 7 năm 2015, anh đã được đem cho mượn tại câu lạc bộ của giải hạng 2 Ý, Renate. Sciacca ra sân lần đầu tiên vào ngày 14 tháng 8, trong trận đấu đầu tiên tại Coppa Italia 2015-16.
Vào ngày 18 tháng 7 năm 2016, anh được cho mượn tại Piacenza.

## Sự nghiệp quốc tế
Sciacca đá giúp đội trẻ U17 Ý về Á quân tại Giải vô địch U17 châu Âu năm 2013. Sau đó anh đã ra sân trong trận thua vòng 1/16 tại U17 World Cup năm 2013.